# Horns kyrka, Östergötland
Horns kyrka är en kyrkobyggnad i Horn i Kinda kommun som tillhör Horns församling i Linköpings stift.  

## Kyrkobyggnaden
Kyrkan är en stenkyrka från 1754, med rektangulärt långhus med rakslutet korparti, sakristia i nordost och torn i väster. Den har ett för rokokotiden typiskt högt och valmat takfall, som ursprungligen var spåntäckt. Tornet är ett av de bäst bevarade exemplen på Petter Frimodigs höga och smäckra spiror. Frimodig (d. 1766) var byggmästare från Linköping och ofta anlitad i samband med kyrkobyggen. Karakteristiskt för hans kyrkor är just de höga tornspirorna, som även finns på till exempel Ingatorps kyrka i Småland. Även interiören har ett för tiden karakteristiskt utförande med ett högt tunnvalv.
Kisamor är begravd på kyrkogården.

## Historik

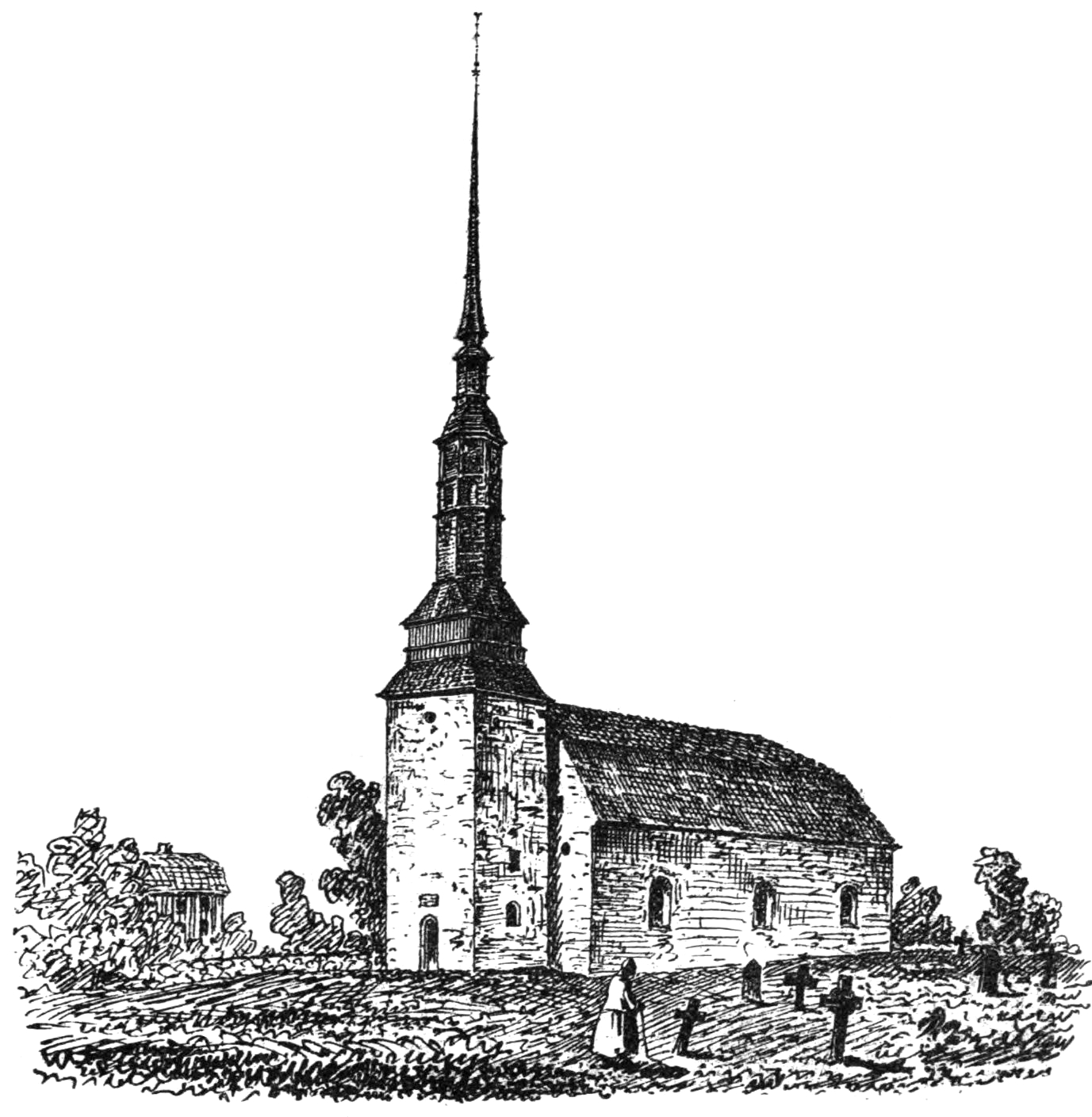
Horns kyrka, teckning från omkring 1860.

Horns medeltida kyrka var belägen vid Ekeby på en udde i sjön Åsunden. Kyrkan var uppförd av trä, sannolikt med rektangulärt långhus och med en sakristia av sten på norra sidan. Redan i slutet av 1600-talet var kyrkan i mycket dåligt skick, ”enär sakristiemurarne hade sjunkit samt lutade inåt kyrkan” och beslut togs 1753 att uppföra en ny kyrka. Många sockenbor hade en lång och besvärlig kyrkväg och det diskuterades var den nya kyrkan skulle uppföras. Ägarna till Flarka frälsehemman erbjöd församlingen byggnadsplats på deras ägor och man enade sig om den nya kyrkplatsen, som låg cirka en halvmil från Ekeby.
Byggmästare var Petter Frimodig, som tillsammans med bygg- och murmästare Anders Hansson från Kärna var ansvarig för uppförandet av kyrkan. Den gamla kyrkan och klockstapeln revs och en del byggnadsmaterial återanvändes i den nya kyrkan. I den nuvarande kyrkans takstol ingår det bemålade stockar från den gamla kyrkan. Dessa har genom dendrokronologisk analys, det vill säga årsringsdatering, daterats till slutet av 1300-talet. Enligt flera äldre uppgifter är målningarna utförda 1404. De är mycket fragmentariska, med bibliska scener och inskrifter med minuskler.
Den nuvarande kyrkan invigdes 1754 i det som i dag är Horns samhälle. Kyrkan, som fick namnet Lovisa kyrka i Horn, invigdes på drottning Lovisas namnsdag den 25 augusti.
Av den gamla kyrkan återstår en grund och ödekyrkogård, jämte ett före detta komministerboställe.

## Inventarier
I kyrkan hittas huvudbaner för ätterna Scheiding och Drake. De äldsta inventarierna är från medeltiden. Den ursprungliga fasta inredningen är till stora delar bevarad. Predikstolen och altaruppsatsen med altarmålning är tillverkade av Jonas Berggren. Berggren (1715–1800) var både bildhuggare och målare och utbildad i såväl Kalmar som Stockholm och har utfört arbeten i flera kyrkor i stiftet. 

### Orgel
- Tidigaste kända orgeln såldes 1759 till Bjälbo kyrka. Den hade åtta stämmor.
- 1767 bygger den småländske orgelbyggaren Lars Wahlberg en orgel med tio stämmor. Den kostade 5000 daler.[1]

| Manual        |
| Gedackt 8'    |
| Kvintadena 8' |
| Principal 4'  |
| Flöjt 4'      |
| Kortflöjt 4'  |
| Rörflöjt 4'   |
| Kvinta 3'     |
| Oktava 2'     |
| Scharf III    |
| Trumpet 8'    |
| Trumpet 4'    |
| Vox virginea  |
| Tremulant     |

- 1925 byggde Hammarbergs Orgelbyggeri AB en orgel.
- 1962 byggde samma firma en ny mekanisk orgel. Fasaden är från 1767 års orgel.

| Huvudverk I    | Bröstverk II   | Pedal             | Koppel |
| Gedakt 8’      | Rörflöjt 8’    | Subbas 16’        | I/P    |
| Fugara 8’      | Koppelflöjt 8’ | Principal 8’      | II/P   |
| Principal 4’   | Principal 2’   | Rörpommer 4’      | II/I   |
| Gedaktflöjt 4’ | Gemshorn 2’    | Rauschpfeife 3 ch |        |
| Kvinta 2 2⁄3’  | Nasat 1 1/3’   | Fagott 16'        |        |
| Oktava 2'      | Scharf 2 ch    |                   |        |
| Mixtur 4 ch    | Regal 8’       |                   |        |
| Trumpet 8'     |                |                   |        |

## Bildgalleri

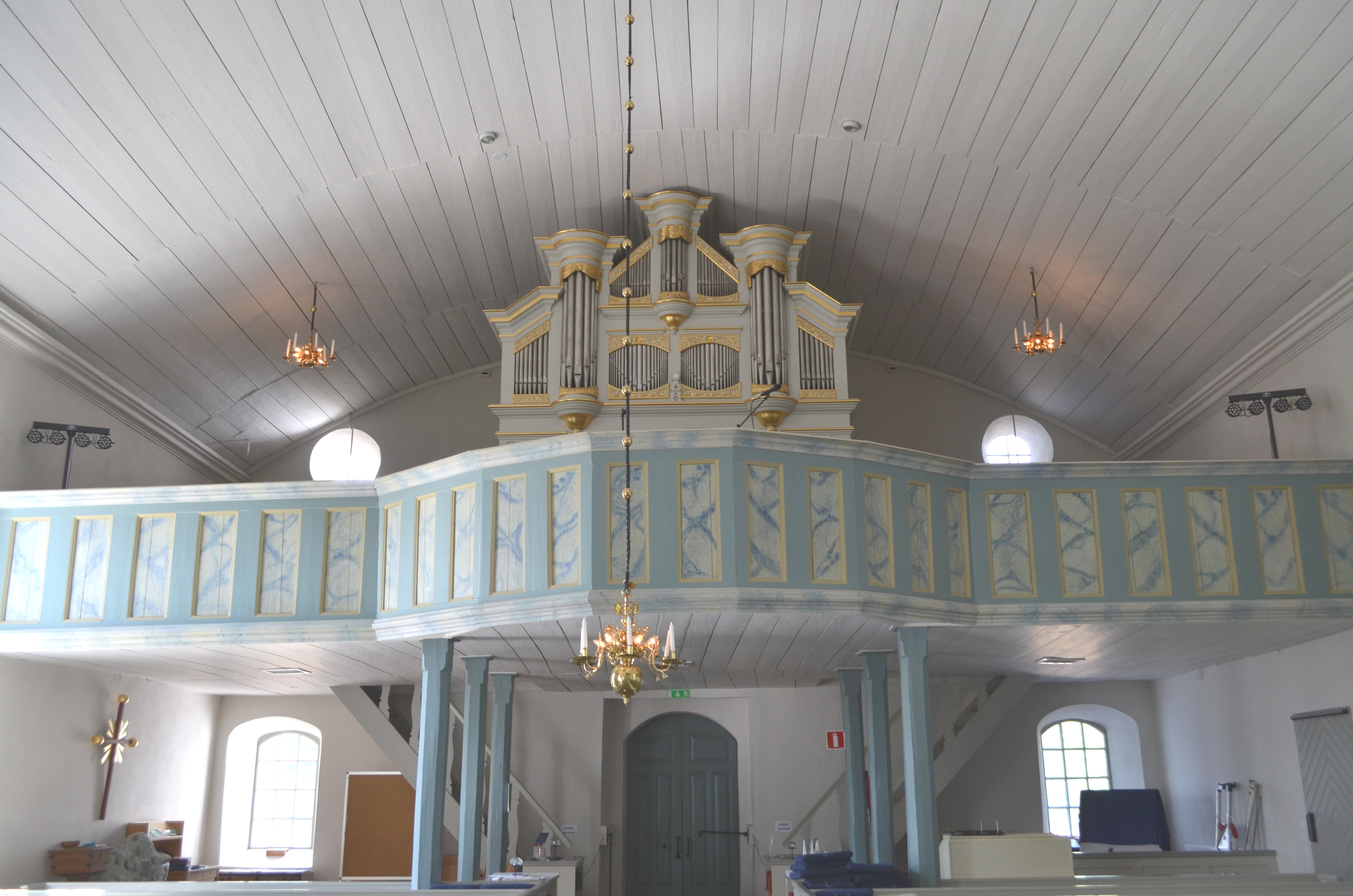
Horn kyrkas orgelläktare
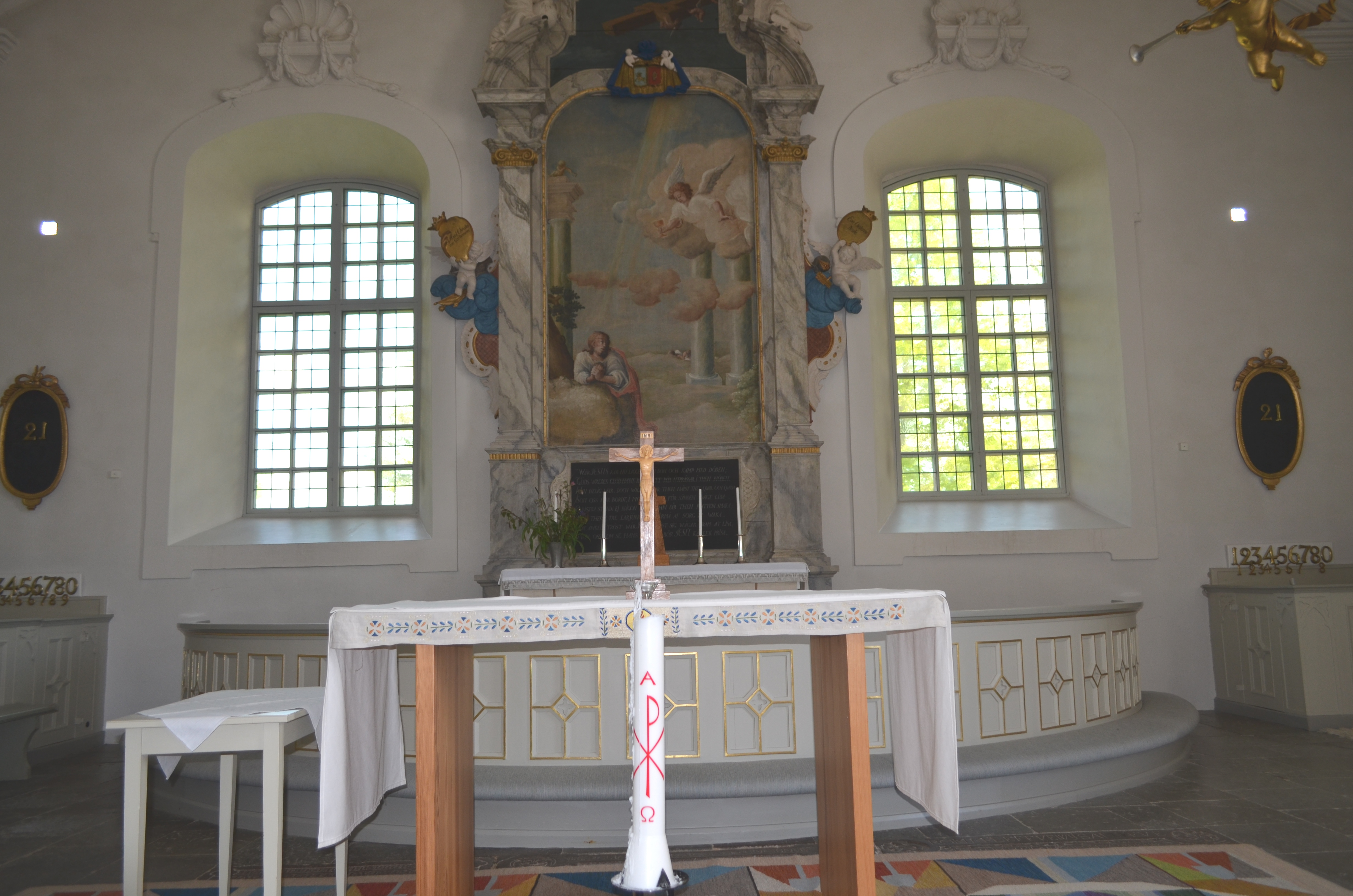
Horn kyrkas altare
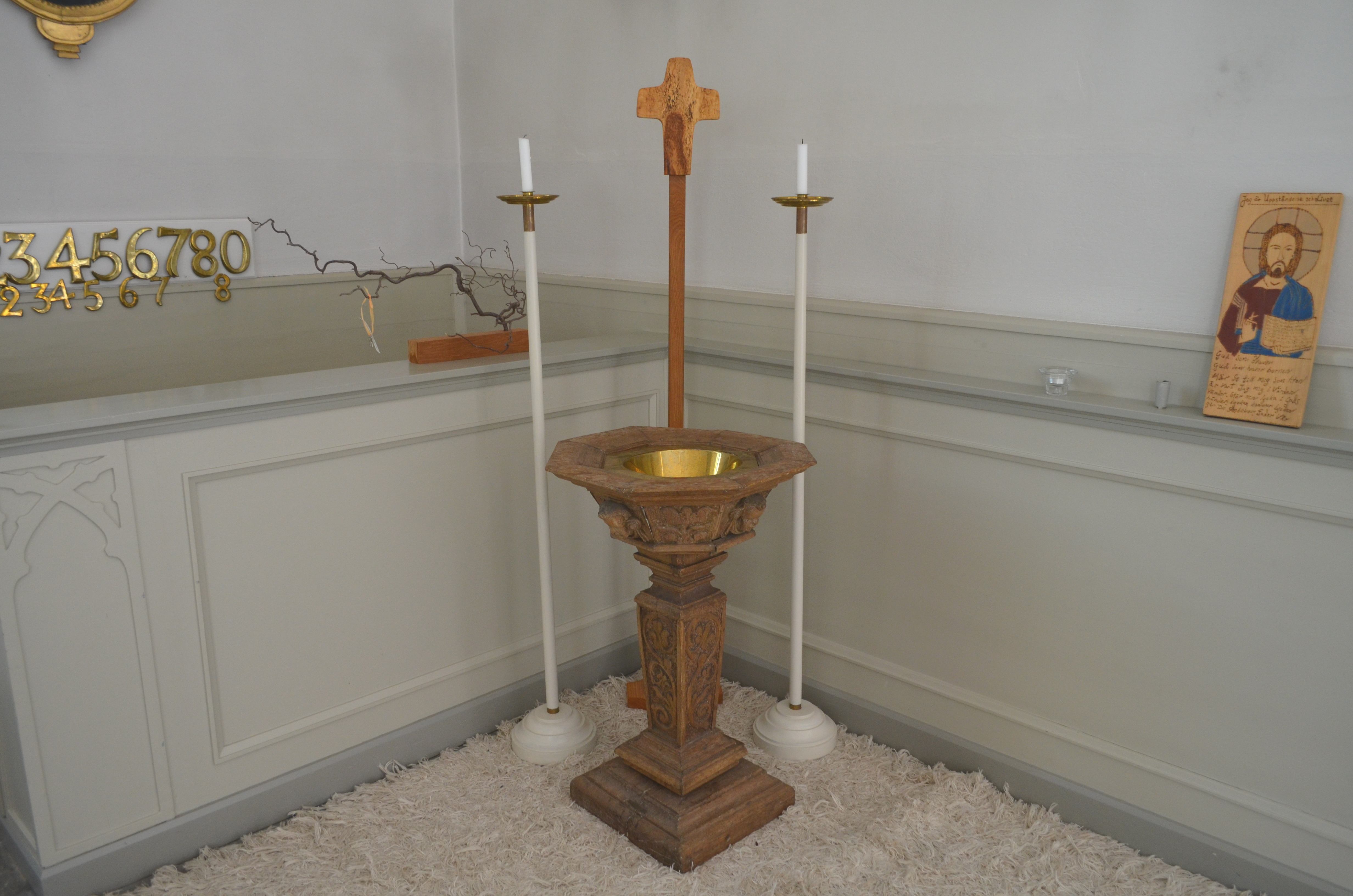
Horn kyrkas dopfunt
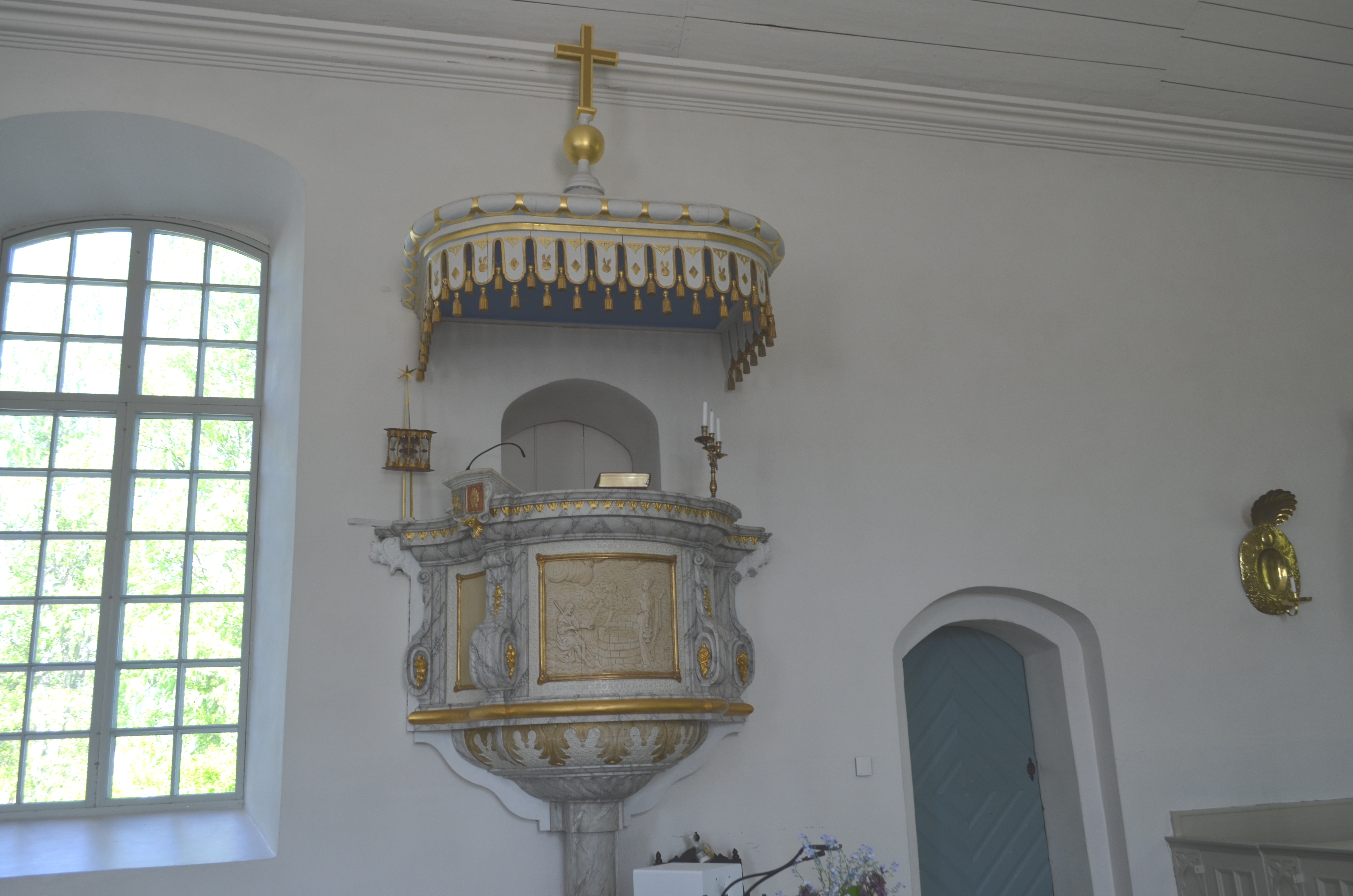
Horn kyrkas predikstol
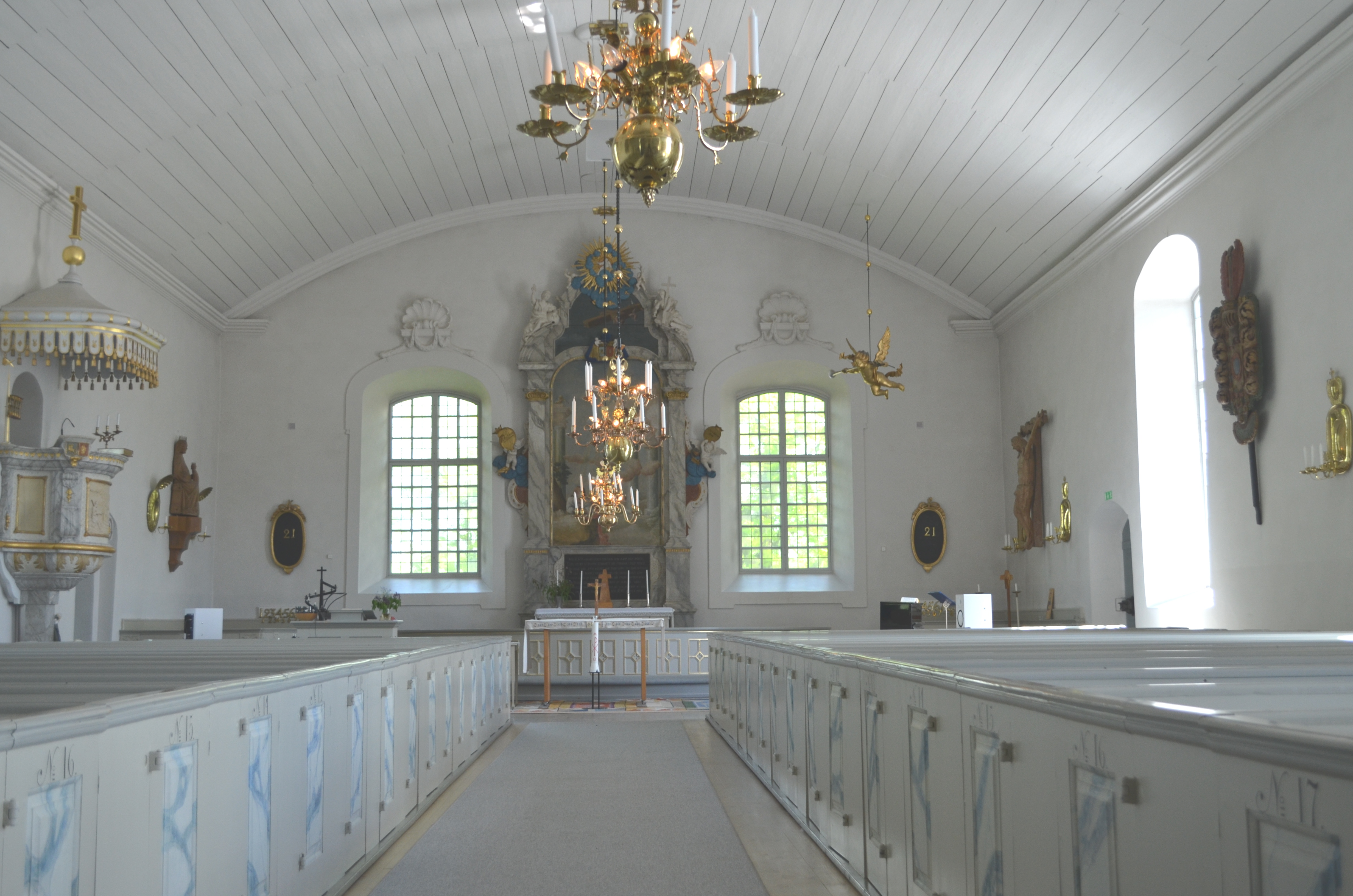
Horn kyrkas kyrksal